# Barátok közt (9. évad)
A Barátok közt 9. évadát (2006. augusztus 21. – 2007. július 27.) 2006-ban kezdte sugározni az RTL Klub.

## Az évad legfontosabb történései
Tóni megszökik régi utcagyerek barátjával, Norbival, hogy szabadon kezdhessen új életet, távol Miklóséktól. Ám a kaland hamarosan véget ér, egyrészt, mert Tóninak már nem is tetszik annyira ez az élet, másrészt mert az újságokban azt olvassa: nevelőapját, Miklóst lelőtték, és ezért hazatér. Több gyanúsított is van a gyilkossági kísérletben, ám az igazi tettes, egy bosszúszomjas művezető, a kórházban leleplezi önmagát. Miklós felépül, és már alig várja, hogy megszülessen a lánya, a kis Berényi Timike. Sajnos ismét megjelenik Maja, és elrabolja a picit. Bár sikeresen visszaszerzik, Nóra képtelen tovább a fővárosban maradni, és vidékre költözik, Kangyalra Timikével együtt. Andrea gyereket szeretne Miklóstól, ő viszont egyáltalán nem, így titokban gyógyszert szed, hogy elkerülje a terhességet.
Eközben közelít Tóni érettségije. Miklós nagy elvárásokat támaszt a fiúval szemben, aki igyekszik is megfelelni ennek. Ám Noémi egy véletlen elszólása után elhatározza, kipróbálja a serkentő tablettákat. Beszerzésükben segít neki Botond, Kertészék másik unokája, aki nemrég költözött a Mátyás király térre, miután Ricsit hazaviszi az anyja Pécsre. Botond nagy bajba keveredik a tabletták miatt, Miklós is megfenyegeti, mikor kiderül, de Erik (aki szintén beköltözik a házba) még egy bokszmeccsre is kihívja őt. Végül bűnbánó cselekedetei célhoz érnek. Tóni viszont egyszer véletlenül meghallja, hogy Miklós mekkora gaztettekről beszélget Lacival, amiket ő követett el, és elhatározza, hogy Noémivel együtt megszökik Nórához.
Kingának nem sikerül visszanyernie Magdi néni és a Kertész család bizalmát, de nem költözik el, hanem úgy dönt, itt marad, és új életet kezd. Hamarosan összejön Imivel, kapcsolatuk azonban csak rövid ideig tart, Kinga szakít vele. Imi nagyon bánatos lesz. Pali és Erik, vigasztalásképpen, elviszik őt egy hétvégére vidékre, ahol azonban baj történik: elfogy a sör, és részegen betörnek egy falusi boltba, amit egy gyertyával véletlenül felgyújtanak. A dolog azonban nem marad hármójuk közt: Imi megtudja, hogy egy gyerekes anyuka is itt lakott, és elvesztette a házát a tűzvészben. Pali és Erik határozott tiltása ellenére (utóbbinak priusza van) felveszi velük a kapcsolatot.
András továbbra sem talál állást, mióta felmondott a Berényi Kft.-nél. Végül, büszkeségében, úgy határoz, hazudik arról, hogy van állása. Munka helyett azonban minden nap az utcákat rója vagy bárokban ül. Itt ismerkedik meg egy műkörmösként is dolgozó prostituálttal, Ibolyával. Ibolya nagyszerű beszélgetőtárs, rábeszéli Andrást, hogy vallja be Zsuzsának, hogy nincs is állása. Megtörténik, és ez csak olaj a tűzre az egyébként is rossz házasságnak. Felbukkan Kollár János, András egyik jó barátja, aki épp elvált, és átmenetileg a házba költözik. Szerez állást Andrásnak, viszont titokban viszonyt kezd a feleségével. András és Zsuzsa haragban válnak el egymástól, főként Bandika láthatása miatt. A hirtelen egyedül maradt András Ibolyával próbálkozik új kapcsolat létesítésével, ami Emmának egyáltalán nem tetszik. Végül kibékülnek egymással, de Ibolya is úgy dönt: jobb, ha csak barátok maradnak Andrással.
Claudia életében változás következik be, miután rájön, hogy Nóra Timikének fogja hívni a kislányát. Kiderül, hogy Ákoson kívül volt egy lánya is, akit örökbe adott erőszakos szülei parancsára. Minden követ megmozdít, hogy rájuk találjon, és sikerül is: lányát most Julinak hívják, sőt van egy unokája is, akinek a neve Vanda. Eleinte titkolja igazi kilétét, igyekszik segíteni rajtuk, állást és lakást ajánl számukra, ami eleve fölöttébb gyanús. Zsolt véletlen elszólása miatt kiderül a rokonság. Juli és Vanda nagyon megharagszanak emiatt, ám Juli végül megbékél anyjával, sőt Vanda sem lesz tovább haragtartó.
Mindeközben Zsolt és Zsófi, különös véletlenek folytán összejönnek. Claudia ellenzi a kapcsolatot, de mivel Zsolt tud arról, hogy Juli valójában Claudia lánya, ezért eltűri a viszonyt. Zsolt szeretné, ha Zsófi vele maradna, így féltékenységi rohamában merész húzásra szánja el magát. Meghívja vacsorázni hozzájuk Zsófi egyik tanárát, Magyarits professzort, akiről terhelő bizonyítékokat gyűjtött össze. Megzsarolja, hogy elveszíti az állását, ha nem buktatja meg Zsófit. A professzor azonban ezt nem vállalja, és Zsófinak is mindent elmond. Zsófi rövid színjáték után szakít Zsolttal. A balszerencse-sorozat itt nem ér véget: Magyaritsné bosszúból titokban megmérgezi Zsoltot. A gyanú Claudiára terelődik, akit előzetes letartóztatásba is helyeznek.
Novákéknál az élet egyre nehezebb lesz. Laci egy régi osztálytalálkozón találkozik egy ismerősével, Helgával, aki kozmetikai termékekkel való kereskedéssel foglalkozik. Rábeszéli Lacit, hogy fektessen be egy kisebb összeget, Laci azonban egy egész vagyont tesz fel. Az üzlet balsikerű lesz: a krémnek mellékhatásai vannak, Helga pedig eltűnik. Laci és a család folyamatosan sodródik a csőd felé, és semmilyen ötlet sem segít. Laci elhagyja magát. Pali vételi ajánlatot tesz a Novák Futárra, amely megmenthetné őt, de a saját cégét nem hajlandó eladni.
Vanda segítségével Claudia kikerül a börtönéből, s Magyarics feleségét pedig elkapják.

## Az évad szereplői
- Balassa Imre (Kinizsi Ottó)
- Bartha Zsolt (Rékasi Károly)
- Berényi András (R. Kárpáti Péter)
- Berényi Bandi (Bereczki Gergő)
- Berényi Claudia (Ábrahám Edit)
- Berényi Miklós (Szőke Zoltán)
- Berényi Zsuzsa (Csomor Csilla) (2007. áprilisig, július, elköltözött a házból)
- Dr. Balogh Nóra (Varga Izabella) (2007. februárig, június)
- Dr. Ferenczy Orsolya (Lóránt Kriszta)
- Egresi Tóni (Dósa Mátyás)
- Harmathy Emma (Marenec Fruzsina)
- Illés Júlia (Mérai Katalin) (2007. februártól)
- Illés Vanda (Magda Szilvia - 2007. február-május), (Kardos Eszter - 2007. májustól)
- Kertész Botond (Hári Richárd) (2007. februártól)
- Kertész Géza (Németh Kristóf)
- Kertész Magdi (Fodor Zsóka)
- Kertész Vilmos (Várkonyi András)
- Mátyás Richárd (Galgóczy Gáspár) (2007. márciusig, visszaköltözött az anyjához Pécsre)
- Mátyás Tilda (Szabó Erika)
- Nádor Kinga (Balogh Edina)
- Novák László (Tihanyi-Tóth Csaba)
- Szeibert Erik (Réti Barnabás)
- Szentmihályi Zsófia (Lékai-Kiss Ramóna)
- Szilágyi Andrea (Deutsch Anita)
- Szilágyi Pál (Bruckmann Balázs)
- Temesvári Noémi (Csifó Dorina)

### További szereplők
- Ulrich Alajos (Szűcs Sándor) (2006. augusztusig)
- Kövér Norbert (Endrődi Attila) (2006. szeptemberig)
- Vellay Tibor (Herman Gábor) (2006. szeptember-2007. január)
- Kollár János (Rázga Miklós) (2006. szeptember-2007. április)
- Császár Ibolya (Xantus Barbara) (2006. október-december, 2007. április-július)
- Pintér Kitty (Berkes Alma) (2006. december-2007. január)
- Csurgó István (Kiss Zoltán) (2007. január-február)
- Sipos Maya (Nyári Szilvia) (2007. január-február)
- Nádor Elvira (Bauer Helga) (2007. január)
- Nádor Frigyes (Pálfi Zoltán) (2007. január, április)
- Kántor Olga (Bessenyei Emma) (2007. február)
- Dukai Regina (önmaga) (2007. február)
- Pásztor Iván (Fülöp Zsigmond) (2007. február)
- Egresi Anikó (Modri Györgyi) (2007. február)
- Dorogi Viki (Komonyi Zsuzsi) (2007. február-március)
- Mátyás Ildikó (Janza Kata) (2007. március)
- Horváth Helga (Auksz Éva) (2007. március-május)
- Fehér Tünde (Kocztúr Nikoletta) (2007. április-május)
- Berényi Dániel (Váradi Zsolt) (2007. április-május)
- Temesvári Gitta (Venczel Vera) (2007. május-június)
- Drégely Sára (Jelinek Erzsébet) (2007. májustól)
- Drégely Viktória (Károlyi Lili) (2007. májustól)
- Nagy Gréta (Téli Márta) (2007. június)
- Magyarics Zsigmond (Szabó Szilárd) (2007. májustól)
- Magyaricsné Etelka (Bognár Gyöngyvér) (2007. júliustól)
- Somogyi Nándor "Soma" (Tűzkő Sándor) (2007. júliustól)

## Távozások
Ebben az évadban 3 fontosabb szereplő távozott. Galgóczy Gáspár (Mátyás Ricsi) visszaköltözött Pécsre az anyjával. Őt követte egy alapszereplő, Csomor Csilla (Berényi Zsuzsa), megcsalta Andrást, majd elment a Mátyás király térről. És sajnos az évadzárón történt egy autóbaleset is, melyben meghalt Dósa Mátyás karaktere, Egresi Tóni, így ő a negyedik főszereplő, akinek a távozását karaktere halálával oldották meg.

## Visszatérések
Ebben az évadban több nagy visszatérés volt látható. Először a Csurgó Istvánt alakító Kiss Zoltán tért vissza a Mátyás Király térre azért, hogy segítsen Claudiának megtalálni mindaddig eltitkolt lányát, Julit. Ezután Mátyás Ildikó (Janza Kata) tért vissza a sorozatba, aki csak pár részben volt látható, majd újra elment, és magával vitte fiát, Ricsit is. Szintén ebben az évadban tért vissza néhány részére a Berényi Danit alakító Váradi Zsolt is, aki pont akkor érkezett vissza a sorozatba, amikor szülei épp válófélben voltak.